# Pyramide de Néferefrê
La pyramide de Néferefrê fait partie du troisième complexe funéraire à être édifié par les rois de la Ve dynastie à Abousir. Elle est située au sud-ouest de la pyramide de Néferirkarê, père de Néferefrê, sur un plateau rocheux et est restée inachevée du fait du décès du roi au bout d'un règne qui ne dépassa pas les dix ans.
Comme pour le règne précédent, Néferefrê n'eut donc pas le temps de faire édifier son complexe funéraire et c'est son successeur qui l'acheva.

## Le complexe funéraire
Le complexe funéraire de Néferefrê est beaucoup plus incomplet que celui de son père et n'offre aujourd'hui que des ruines qui ne restituent pas clairement son aspect initial. Il ne comporte aucune chaussée ni temple d'accueil dans la vallée, les architectes ayant probablement utilisé pour l'acheminement des matériaux destinés au nouveau chantier, la rampe toute proche de la chaussée de Néferirkarê dont le complexe était encore en pleine construction au moment du couronnement du jeune roi.
Néferefrê a sans doute projeté dès son avènement un complexe de grande envergure car le péribole (H), ce mur délimitant l'espace sacré du profane et dans lequel était inscrite la partie intime du temple haut ainsi que la pyramide, formait à l'origine un carré de cent cinquante mètres de côtés, ce qui donne une idée assez claire des proportions du programme architectural choisit par le pharaon.

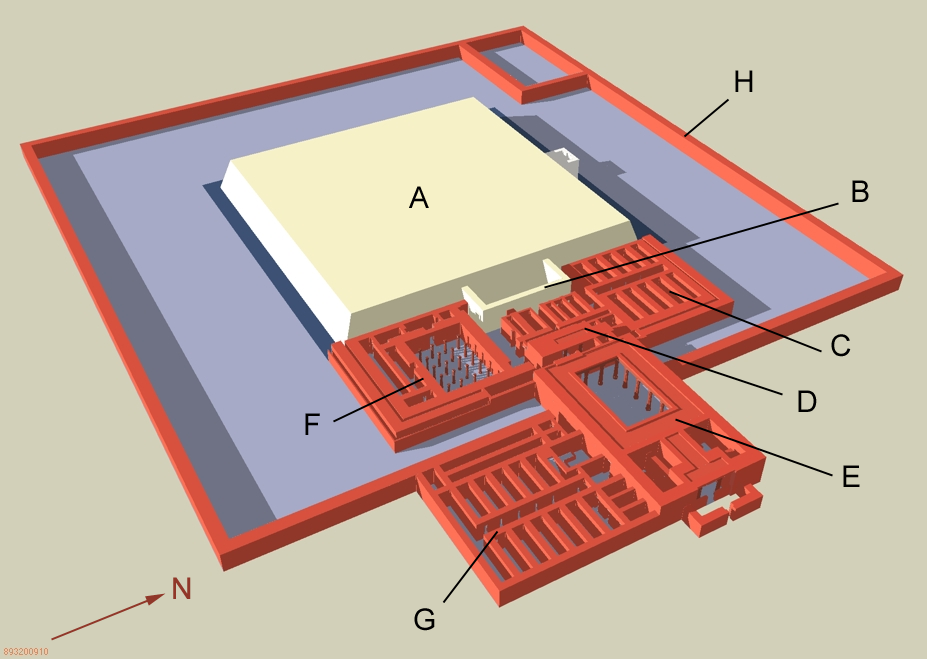
Restitution de la pyramide inachevée de Néferefrê et de son temple funéraire

Le temple funéraire ou temple haut qui commençait à s'élever en même temps que les premières assises de la pyramide, était conçu sur des proportions proches de celles de son père avec une longueur de soixante-dix mètres sur l'axe est-ouest du monument. Il suit un plan devenu classique depuis Sahourê comprenant une partie publique (E), réservée toutefois à l'élite de la monarchie, une cour destinée à la présentation des offrandes et aux rites de purification d'usage pour le culte funéraire qui était rendu dans la dernière partie occidentale du monument (D et B), la plus proche du tombeau d'un souverain éphémère (A).
En effet, son trépas vint interrompre ce programme ambitieux et il a fallu alors inclure dans ce monument à peine ébauché, l'ensemble des dispositifs absolument nécessaires au fonctionnement de son culte funéraire. Ainsi comme pour le complexe pyramidal de son père Néferirkarê, le temple funéraire de Néferefrê rassemble à lui seul tous ces éléments dans un espace qui n'avait pas été prévu à cet effet ce qui a préservé de la même manière de nombreuses traces de l'activité du complexe. La destination des parties du temple est alors modifiée et seule la partie occidentale est bâtie en pierre calcaire (B).
Au nord de cette partie sacrée, des magasins (C) bâtis sur deux niveaux à l'instar de ceux de Sahourê permettaient de stocker le matériel du culte et les archives du temple qui ont été partiellement retrouvées et viennent enrichir le corpus administratif déjà découvert à Abousir, formant la première des découvertes inédites du complexe de Néferefrê.
Au sud du monument, là où probablement des magasins étaient programmés initialement, un bâtiment en brique crue et bois a été édifié sur un plan qui rappelle celui des palais royaux (F). Il se présente sous la forme d'une grande salle hypostyle, dont le plafond était soutenu par une vingtaine de colonnes lotiformes en bois dont huit bases circulaires en calcaire sont toujours en place. Cette salle ouvrait au sud et à l'ouest sur des parties annexes qu'il est tentant d'interpréter comme étant les appartements fictifs du roi.
Ce palais funéraire, le premier du genre attesté aux abords d'un complexe funéraire, a réservé aux égyptologues Tchèques qui fouillent le site depuis milieu des années 1980, la seconde surprise du complexe de Néferefrê : une collection de statues du jeune roi défunt en différents matériaux ainsi que les éléments décoratifs d'un trône royal. Ces statues partiellement conservées pour certaines nous présentent pour la première fois les traits du jeune souverain et sont d'une facture raffinée, enrichissant l'iconographie royale de la Ve dynastie qui jusqu'alors était assez rarement représentée dans les collections du Musée du Caire.
La troisième découverte d'importance a été faite au sud de la partie orientale du temple qui est à l'extérieur du péribole. Il s'agit d'un autre bâtiment en brique crue présentant un plan rectangulaire sur un développement nord-sud et qui est mentionné dans les archives suscitées sous le terme de Sanctuaire du Couteau (G).
Ce bâtiment, une fois de plus inédit, réservé aux sacrifices rituels des animaux offerts au culte funéraire, fut bâti sous le règne de Niouserrê comme l'attestent les sceaux retrouvés dans les magasins répartis à l'est et à l'ouest de l'axe du monument. Il ouvrait au nord directement dans la partie orientale du temple funéraire du roi par une porte étroite qui donnait sur une cour à ciel ouvert dans laquelle était pratiquée la mise à bas rituelle de l'animal, en général un bœuf. De nombreux ossements de bovidés ont en effet été retrouvés dans les magasins en compagnie des restes de vaisselles et récipients destinés à recueillir le sang et la viande de ces offrandes alimentaires. Immédiatement à l'ouest de cette cour une table d'équarrissage a par ailleurs été identifiée.
C'est la première fois qu'un tel monument, que l'on ne connaissait que par les mentions qui en étaient faites dans les textes notamment des tombes des artisans bouchers, peut être identifié avec certitude par l'archéologie.

## La pyramide

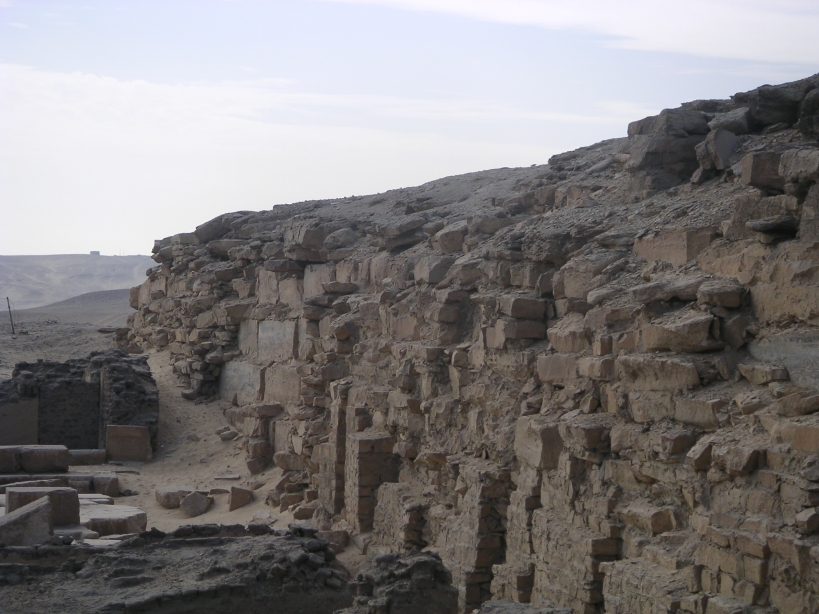
Vue des premières assises de la pyramide de Néferefrê

Alors que dans le cas de Néferirkarê la pyramide royale était déjà bien avancée et le temple funéraire partiellement construit, pour Néferefrê seules les parties souterraines étaient achevées ainsi que les premières assises du noyau principal de la pyramide. Le monument n'avait alors atteint que soixante-cinq mètres de côtés et fut achevé en toute hâte sous la forme d'un vaste mastaba carré.
L'ambitieux complexe funéraire se réduisit donc à une haute plate-forme carrée de sept mètres de hauteur, ce qui correspond à la hauteur du noyau central de la pyramide projetée initialement. Constitué d'un mur extérieur et d'un mur intérieur retenant un remplissage de blocs de diverses formes et tailles, il a été recouvert d'un parement de calcaire. Ce monument qui finalement resta sous cette forme d'un gigantesque mastaba, symbolisait finalement le tertre funéraire osirien, placé au centre d'une aire sacrée délimitée par le péribole.

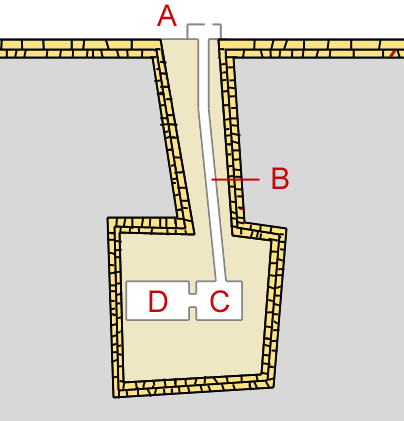
Distribution des appartements souterrains de la pyramide

Les appartements souterrains sont aménagés dans une grande fosse creusée dans le plateau rocheux accessible comme il se doit par le nord de l'édifice (A). Une longue descenderie (B) de près de quarante mètres mène à une antichambre qui ouvrait à l'ouest (C) sur le caveau royal. L'ensemble était revêtu d'un parement de calcaire fin de Tourah dont il reste quelques vestiges, la plus grande partie ayant été prélevée par les carriers à des époques récentes comme c'est le cas pour l'ensemble des pyramides et monuments de la région bâtis dans cette pierre particulièrement prisée pour ses qualités. Ce faisant les murs ainsi dépouillés ont laissé apparaître de nombreuses marques de carriers ou bien des équipes chargées de la construction de la pyramide, ainsi que des indications précieuses sur les méthodes utilisées alors par les ouvriers et artisans qui œuvraient sur un chantier funéraire royal de l'Égypte antique.
La chambre funéraire (D) comportait encore quelques morceaux d'un sarcophage en granite rouge qui abritait le corps momifié du souverain. C'est précisément parmi ces débris qu'a été mise au jour la dernière découverte et surprise du complexe de Néferefrê consistant en une main momifiée dont l'analyse a révélé qu'elle appartenait à une personne ayant 20 à 25 ans au moment de sa mort. Cette relique est interprétée comme étant celle de la momie du roi dont on sait qu'il ne vécut pas au-delà de cet âge...
Cette succession de décès avant l'heure dut certainement ébranler la monarchie de la Ve dynastie, ce que démontre parfaitement l'état partiel des complexes funéraires de Néferefrê et de son père. Ils ont cependant permis de nous transmettre des informations capitales concernant l'état d'avancement du projet architectural funéraire des pharaons de l'Ancien Empire ainsi que leur méthodologie de construction.
Le fait que le monument n'ait jamais atteint le stade de pyramide est prouvé et achève de démontrer qu'au décès du pharaon le chantier était interrompu et la pyramide laissée en l'état. Seuls les éléments indispensables au fonctionnement du culte funéraire étaient alors terminés par le successeur en titre.
Dans le cas présent c'est Niouserrê, frère et successeur de Néferefrê, qui aura cette responsabilité.